# Anne Stine Ingstad
Pour les articles homonymes, voir Ingstad.
Anne Stine Ingstad (11 février 1918, Lillehammer - 6 novembre 1997, Oslo) est une archéologue norvégienne qui fut spécialiste de l'archéologie viking.

## Biographie
Anne Stine Moe naît à Lillehammer de Eilif Moe (1889-1954), avocat et de Louise Augusta Bauck Lindeman (1886-1966). Elle est la sœur de l'historienne de l'art et pianiste Ole Henrik Moe et la tante du fils de cette dernière, le compositeur Ole-Henrik Moe. Elle épouse Helge Ingstad en 1941, après quoi elle devient sa collaboratrice scientifique.

Après avoir cartographié une partie des colonies vikings, les Ingstad (Anne Stine et son mari) trouvent, en 1960, les restes d'une colonie à L'Anse aux Meadows sur l'île de Terre-Neuve. Cette découverte leur permit d'être les premiers à prouver que des Vikings venus du Groenland ont traversé l'océan Atlantique pour atteindre l'Amérique du Nord, environ 500 ans avant Christophe Colomb et Jean Cabot.

## Travaux
- (en) Helge Ingstad et Anne Stine Ingstad, The Viking discovery of America : The Excavation of a Norse Settlement in L'Anse Aux Meadows, Newfoundland, New York, Checkmark Books, 2001 (ISBN 978-0-8160-4716-1)